# Manville (New Jersey)
Manville ist eine Stadt im Somerset County, New Jersey, USA. Das U.S. Census Bureau ermittelte bei der Volkszählung 2020 eine Einwohnerzahl von 10.953.

## Geographie
Die geographischen Koordinaten der Stadt sind 40°32'20" nördliche Breite und 74°35'36" westliche Länge.
Nach den Angaben des United States Census Bureaus hat die Stadt eine Gesamtfläche von 6,4 km2, wobei keine Wasserflächen miteinberechnet sind.

## Demographie
Nach der Volkszählung von 2000 gibt es 10.343 Menschen, 4.115 Haushalte und 2.757 Familien in der Stadt. Die Bevölkerungsdichte beträgt 1.610,3 Einwohner pro km2. 95,99 % der Bevölkerung sind Weiße, 0,45 % Afroamerikaner, 0,07 % amerikanische Ureinwohner, 1,31 % Asiaten, 0,03 % pazifische Insulaner, 1,14 % anderer Herkunft und 1,01 % Mischlinge. 5,40 % sind Latinos unterschiedlicher Abstammung.
Von den 4.115 Haushalten haben 26,5 % Kinder unter 18 Jahre. 50,3 % davon sind verheiratete, zusammenlebende Paare, 11,9 % sind alleinerziehende Mütter, 33,0 % sind keine Familien, 26,7 % bestehen aus Singlehaushalten und in 12,3 % Menschen sind älter als 65. Die Durchschnittshaushaltsgröße beträgt 2,51, die Durchschnittsfamiliengröße 3,05.
20,7 % der Bevölkerung sind unter 18 Jahre alt, 7,2 % zwischen 18 und 24, 31,9 % zwischen 25 und 44, 22,5 % zwischen 45 und 64, 17,7 % älter als 65. Das Durchschnittsalter beträgt 40 Jahre. Das Verhältnis Frauen zu Männer beträgt 100:96,2, für Menschen älter als 18 Jahre beträgt das Verhältnis 100:94,0.
Das jährliche Durchschnittseinkommen der Haushalte beträgt 51.258 USD, das Durchschnittseinkommen der Familien 61.151 USD. Männer haben ein Durchschnittseinkommen von 40.902 USD, Frauen 32.030 USD. Der Prokopfeinkommen der Stadt beträgt 23.293 USD. 3,8 % der Bevölkerung und 2,1 % der Familien leben unterhalb der Armutsgrenze, davon sind 3,8 % Kinder oder Jugendliche jünger als 18 Jahre und 4,8 % der Menschen sind älter als 65.